# Tennistoernooi van Brisbane 2024
Het tennistoernooi van Brisbane van 2024 werd van zondag 31 december 2023 tot en met zondag 7 januari 2024 gespeeld op de hardcourtbuitenbanen van het Queensland Tennis Centre in Tennyson, een randgemeente van de Australische stad Brisbane. De officiële naam van het toernooi was Brisbane International.
Het toernooi bestond uit twee delen:
- WTA-toernooi van Brisbane 2024, het toernooi voor de vrouwen
- ATP-toernooi van Brisbane 2024, het toernooi voor de mannen

## Toernooikalender
| Brisbane          | dec 2023 | januari 2024 | januari 2024 | januari 2024 | januari 2024 | januari 2024 | januari 2024 | januari 2024 | januari 2024 |
| Brisbane          | zon 31   | maa 1        | din 2        | woe 3        | don 4        | don 4        | vrĳ 5        | zat 6        | zon 7        |
| ----------------- | -------- | ------------ | ------------ | ------------ | ------------ | ------------ | ------------ | ------------ | ------------ |
| vrouwenenkelspel  | 1e ronde | 1e ronde     | 1e ronde     | 2e ronde     | 3e ronde     | 3e ronde     | kwartfinale  | halve finale | finale       |
| vrouwendubbelspel | 1e ronde | 1e ronde     | 1e ronde     | 2e ronde     | kwartfinale  | kwartfinale  | halve finale | finale       |              |
| mannenenkelspel   | 1e ronde | 1e ronde     | 1e ronde     | 2e ronde     | 2e ronde     | 2e ronde     | kwartfinale  | halve finale | finale       |
| mannendubbelspel  | 1e ronde | 1e ronde     | 1e ronde     | 2e ronde     | 2e ronde     | kwartfinale  | kwartfinale  | halve finale | finale       |

ATP-toernooi van Brisbane – WTA-toernooi van Brisbane

2009 · 2010 · 2011 · 2012 · 2013 · 2014 · 2015 · 2016 · 2017 · 2018 · 2019 · 2020 · 2021–2023 · 2024 · 2025